# Lettore multimediale

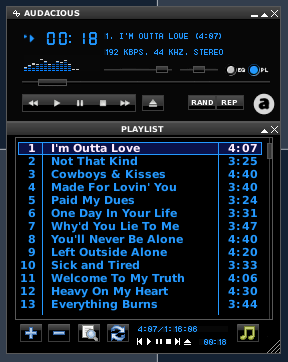
Audacious è un lettore multimediale libero multipiattaforma

Un lettore multimediale (anche riproduttore multimediale) è un software per l'esecuzione di file multimediali. La maggior parte dei lettori multimediali supporta vari formati, includendo sia file audio e file video. Con la progressiva diffusione dei dispositivi hardware domestici per la memorizzazione digitale di file multimediali da diversi tipi di sorgente, e la riproduzione attraverso diversi standard di connessione e schermi, il termine "lettore multimediale" indica anche il relativo hardware specializzato.

## Descrizione
Esistono anche lettori multimediali che possono solo eseguire audio o video, questi sono conosciuti rispettivamente come audio player e video player. Questi player, in ogni modo, possono dare il meglio per l'esperienza dell'utente, in quanto vengono specificamente adattati al tipo di multimedia, che esso sia solo audio o solo video.
Un lettore multimediale sfrutta dei codec, per la corretta audio visione di clip audio/video. Il lettore multimediale è un riproduttore di file multimediali in vari formati, sostanzialmente derivati dello standard MPEG (Moving Picture Experts Group), nato nel 1988. Si tratta di un sistema di decodificazione di un segnale digitalizzato compresso in un segnale idoneo alla riproduzione del segnale audio/video originale.
Anche il formato DVD, ad esempio è una categoria di MPEG (MPEG-2 del 1990) e per questo può venire decodificato all'interno di un lettore multimediale. Stesso discorso vale per il formato DivX e per ogni altro formato per cui esista un codec (COdificatore-DECodificatore) inserito all'interno del lettore multimediale stesso.
Affinché un lettore riproduca un contenuto è necessario che sia installato il decodificatore specifico di quel particolare formato: in Internet si possono trovare ormai decine di differenti formati e difficilmente un solo lettore è in grado di decodificare tutti i formati.

## Funzionalità
I lettori multimediali normalmente offrono una serie di altre funzionalità (alcune di queste si riferiscono esclusivamente a contenuti audio, altre anche a video/immagini):
- auto-tag: ricerca automatica in apposite banche dati delle informazioni sui brani, i cosiddetti ID3 tag (autore, titolo, titolo dell'album, genere musicale, data di composizione, ecc.)
- playlist: permette di salvare una sequenza di canzoni (o file video) in unico file. La playlist può essere un file più grande, risultante dall'assemblaggio di quelli di origine, o un semplice elenco delle canzoni (cioè i relativi collegamenti) e impostazioni audio di esecuzione, e delle cartelle nelle quali reperire i singoli brani;
- catalogo multimediale: simile alla playlist, senza un ordine predefinito delle canzoni da eseguire, visualizza un elenco dei brani eseguiti più di frequente. Nessun lettore implementa ancora un gestione con permalink, che consentirebbe di utilizzare la playlist anche spostando i file multimediali in altre cartelle all'interno dello stesso dispositivo. Attualmente, la gestione dei file dipende dalle cartelle in cui sono ubicati: è sufficiente spostarli o rinominarli perché non siano più eseguibili dal catalogo o dalla playlist;
- cover: anteprima delle copertine dei DVD;
- sottotitoli, se presenti nel file scaricato;
- normalizzazione: permette di assegnare un uguale volume ai file audio-video di una stessa directory;
- ripping: per estrarre file .wav e convertirli in altri formati musicali;
- equalizzazione;
- riproduzione con ripetizione: il file (o la playlist) viene riprodotto a ciclo chiuso;
- riproduzione automatica: i contenuti sono eseguiti automaticamente sulla base di determinati criteri stabiliti dal lettore. Sono aggiunti nella coda di attesa o avviati nell'esecuzione, senza l'intervento dell'utente. È la funzione contraria alla singola esecuzione di un contenuto avviato manualmente dall'utente;
- riproduzione casuale: i contenuti sono riprodotti con una sequenza casuale, stabilita dal lettore, che cambia di volta in volta.

## Elenco di lettori multimediali

### Proprietari
Ecco alcuni esempi di lettori multimediali con licenza proprietaria:
- iTunes
- RealPlayer
- QuickTime Player
- Winamp
- Windows Media Player
- GOM Player

### Liberi
Alcuni lettori multimediali liberi:
- Amarok
- Dragon Player
- Exaile
- Kodi
- Media Player Classic BE
- Media Player Classic Home Cinema
- MusicBee
- Noatun
- Rhythmbox
- Songbird
- Totem
- The KMPlayer
- VLC Media Player